# لعسيلات (الخيايطة)
لعسيلات هي إحدى مشيخات المملكة المغربية، تتبع جغرافيا لإقليم برشيد وإداريًا لالخيايطة. يقدر عدد سكانها بـ 7799 نسمة حسب الإحصاء الرسمي للسكان والسكنى لسنة 2004.